# بذارة
البَذّارة هي آلة تزرع بذور المحاصيل عن طريق غمس البذور الفردية في التربة بعمق معين. تزرع البذّارة البذور على مسافات متساوية وعمق مناسب، مما يضمن تغطية البذور بالتربة وحمايتها من الأكل من قبل الطيور. قبل البذّارة كانت زراعة البذور باليد. كان البَذر قديمًا عادة غير دقيق ويؤدي إلى سوء توزيع البذور إلى جانب الإسراف في الزراعة ما يؤدي إلى انخفاض الإنتاجية.

## مرادفات
من مرادفات الاسم: المِبذر أو المُتلمة البذارة أو المِخط أو مِخَطُّ البَذر أو المِخداد